# Hôtel de la Caisse d'épargne de Segré
L’hôtel de la Caisse d’épargne est un bâtiment de la fin du XIXe siècle situé à Segré-en-Anjou Bleu, en France. Il a autrefois accueilli un établissement bancaire, pour lequel il a été construit.

## Situation et accès
L’édifice est situé au no 23 de la rue Lamartine (anciennement rue de la Gare), au sud de Segré. Plus largement, il se trouve dans le département de Maine-et-Loire, en région Pays de la Loire.

## Histoire

### Choix de l’emplacement
Au moment où l’on planifie un nouvel hôtel pour la Caisse d’épargne, certains administrateurs souhaitent son emplacement sur la place de la Mairie. Se retrouvant en minorité au conseil, ils donnent alors leur démission pour faire pression ; tentative vaine cependant, puisque c’est bien le choix de la rue de la Gare (actuelle rue Lamartine) qui se voit exécuté.

### Première pierre
La cérémonie de la pose de la première pierre a lieu le 14 juin 1897, dans la matinée. Elle reçoit la présence du docteur Chevallier (maire de Segré), du dénommé Louis (président du conseil d’administration), de Constant Fleury (caissier) et des administrateurs. Des discours sont prononcés et des toasts portés à cette occasion,.

### Restauration et centenaire institutionnel
L’hôtel est restauré peu avant le centenaire de la Caisse d’épargne. Celui-ci a eu lieu le 18 juillet 1937, en grande partie dans son enceinte,.